# Добро позната ствар
„Добро позната ствар” је кратка авантуристичка драма из 
2002. године. Режирао ју је Мирослав Стаматов који је написао и сценарио.

## Улоге
| Глумац              | Улога                    |
| ------------------- | ------------------------ |
| Радован Вујовић     | Вељко                    |
| Иван Ристановић     | Влада                    |
| Никола Ракочевић    | Мирко                    |
| Маша Дакић          | Ивана (као Марија Дакић) |
| Софија Јуричан      | Виолета                  |
| Мирољуб Миодраговић |                          |
| Милена Николић      |                          |